# Pachamama (film)
Pachamama je francouzsko-kanadsko-lucemburský animovaný film z roku 2018, který režíroval Juan Antin podle vlastního scénáře. Snímek měl světovou premiéru dne 20. října 2018.

## Děj
Film vypráví příběh dvou dětí ve vesnici v pohoří And v 16. století v době invaze španělských conquistadorů do říše Inků.

## Dabing postav
| Andrea Santamaria     | Tepulpaï     |
| India Coenen          | Naïra        |
| Saïd Amadis           | šaman        |
| Marie-Christine Darah | Walumama     |
| Alex Harrouch         | velký Inka   |
| Vincent Ropion        | výběrčí daní |

## Ocenění
- César: nejlepší animovaný film (Juan Antin)
- Lumiéres: nejlepší animovaný film (Juan Antin)